# Casa Senyorial de Puikule
La Casa Senyorial de Puikule (en letó: Puikules muiža pils) a la regió històrica de Vidzeme, al municipi d'Aloja del nord de Letònia. La mansió mostra una arquitectura d'estil Tudor de la dècada del 1870. Allotja l'escola primària Puikule.